# Apiúna
Apiúna är en kommun i Brasilien.   Den ligger i delstaten Santa Catarina, i den södra delen av landet, 1 300 km söder om huvudstaden Brasília. Antalet invånare är 9 605.
I omgivningarna runt Apiúna växer i huvudsak städsegrön lövskog. Runt Apiúna är det glesbefolkat, med 17 invånare per kvadratkilometer.